# ایپانما

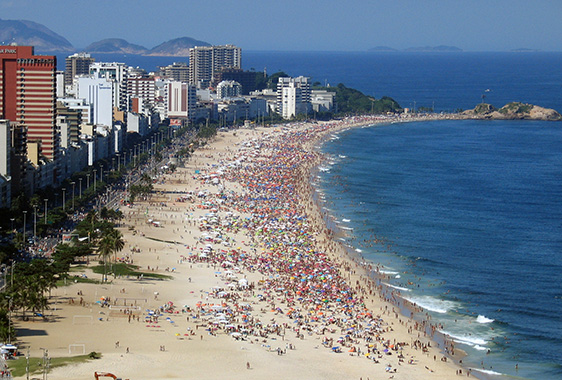
چشم‌انداز ساحل ایپانما در تابستان سال ۲۰۰۷ میلادی

چشم‌انداز ساحل ایپانما در تابستان سال ۲۰۰۷ میلادی

ایپانما (به زبان پرتغالی: Ipanema) منطقه‌ای است در ناحیه جنوبی شهر ریو دو ژانیرو در کشور برزیل. منطقه ساحلی ایپانما بخاطر تفریحات و پلاژهای ساحلی آن شهرت جهانی دارد.